# Нассо (округ, Нью-Йорк)
Округ На́ссо (Нассау; англ. Nassau County /ˈnæsɔː/) — округ штата Нью-Йорк, США. Административный центр округа — деревня Минеола. На момент переписи 2010 года население округа составляло 1 339 532 человека, а в 2019 году, по оценкам, увеличилось до 1 356 924 человек.

## История
Округ Нассо образован в 1899 году из восточной части округа Куинс, не вошедшей в состав города Нью-Йорка. Название происходит от старого названия о. Лонг-Айленд, который в свою очередь был назван в честь голландского принца Виллема ван Оранье-Нассау, который стал позднее королём Англии Вильгельмом III.

## География
Округ занимает площадь 743,3 км².

## Соседние округа
Округ Нассо граничит с:
- Округом Саффолк на востоке
- Округами Куинс и Кингс на западе

## Демография
Согласно переписи населения 2000 года, в округе Нассау проживало 1 334 546 человек. По оценке Бюро переписи населения США, к 2009 году население увеличилось на 1,7 %, до 1 357 429 человек. Плотность населения составляла 1826,2 человек на квадратный километр.

## Города
- Глен-Ков
- Лонг-Бич

## Правоохранительные органы
Полицейские силы округа распределены между двумя самостоятельными органами — Полицией округа и Департаментом шерифа.